# Wu Shaotong
Wu Shaotong (Harbin, 13 dicembre 1998) è una snowboarder cinese, specializzata nell'halfpipe.

## Biografia
Specializzata nell'halfpipe e attiva in gare FIS dal dicembre 2014, la Wu ha debuttato in Coppa del Mondo il 16 dicembre 2016, giungendo 19ª a Copper Mountain e ha ottenuto il suo primo podio il 21 gennaio 2023, classificandosi 2ª a Laax, nella gara vinta dalla giapponese Mitsuki Ono.
In carriera ha preso parte a una rassegna olimpica e a due iridate.

## Palmarès

### Coppa del Mondo
- Miglior piazzamento nella Coppa del Mondo generale di freestyle: 14ª nel 2020
- Miglior piazzamento nella Coppa del Mondo di halfpipe: 5ª nel 2020
- 1 podio:
  - 1 secondo posto